# Estació d'Ikebukuro
L'Estació d'Ikebukuro (en japonés:池袋駅, Ikebukuro-eki) és una estació de ferrocarril intermodal que es troba al barri d'Ikebukuro, al districte de Toshima en Tòquio. És la tercera estació de ferrocarrils al Japó i al món en trànsit de persones. En el mateix edifici de l'estació es troben els grans magatzems Seibu, propietaris d'una de les firmes de ferrocarrils que operen en la mateixa estació. La famosa línia Yamanote passa per aquesta estació.

## Línies
| Ferrocarrils Japonesos |           |  |                   |                                                     |
| Mejiro                 | Mejiro    |  | Ōtsuka            | Shinjuku, Shibuya, Shinagawa, Tabata, Ueno i Tòquio |
| Shinjuku               | Shinjuku  |  | Itabashi          | Shinjuku, Shibuya, Ōsaki, Akabane, Kawagoe i Ōmiya  |
| Shinjuku               | Shinjuku  |  | Akabane           | Shinjuku, Ōfuna i Ōmiya                             |
| Ferrocarrils Seibu     |           |  |                   |                                                     |
| terminal               | terminal  |  | Shiinamachi       | Nerima, Tokorozawa i Hannō                          |
| Ferrocarrils Tōbu      |           |  |                   |                                                     |
| terminal               | terminal  |  | Kita-Ikebukuro    | Narimasu, Shiki, Kawagoe, Sakado i Ogawamachi       |
| Metro de Tòquio        |           |  |                   |                                                     |
| terminal               | terminal  |  | Shin-ōtsuka       | Ogikubo i Hōnanchō                                  |
| Kanamechō              | Kanamechō |  | Higashi-Ikebukuro | Shin-kiba i Wakōshi                                 |
| Kanamechō              | Kanamechō |  | Zoshigaya         | Wakōshi i Shibuya                                   |